# 機械仕掛けの愛
『機械仕掛けの愛』（きかいじかけのあい）は、業田良家による日本の漫画。『ビッグコミック増刊号』（小学館）および『ビッグコミック』（同社）にて2010年から連載開始された。2021年3月増刊号掲載の第58回「ママジンの手料理3」で「第一部 完」となり、次号の同年6月増刊号からは『機械仕掛けの愛 ママジン』と改題して、引き続き増刊号にて2025年3月増刊号まで連載された。
持ち主に飽きられたペットロボの女の子、本を愛する刑事、介護のエキスパート、子育てのベテラン、思い出を託された執事など、心を持ったかのように見えるロボットたちの（機能としての）愛情や葛藤を通して、“人間”を描きだす、一話完結のオムニバス作品である。
孤児たちを育てるロボット「ママジン」のエピソードは、第一部で開始された連作シリーズであるが（単行本最終巻に収録）、『機械仕掛けの愛 ママジン』はママジンのエピソードのみによる連作（第一部と同様に一話完結）となっている。

## 書誌情報
- 業田良家 『機械仕掛けの愛』 小学館〈ビッグコミックス〉 、全7巻
  1. 2012年7月30日発売[1]、ISBN 978-4-09-184644-0
  2. 2013年7月30日発売[2]、ISBN 978-4-09-185384-4
  3. 2015年2月27日発売[3]、ISBN 978-4-09-186797-1
  4. 2016年7月29日発売[4]、ISBN 978-4-09-187724-6
  5. 2018年2月23日発売[5]、ISBN 978-4-09-189845-6
  6. 2019年9月30日発売[6]、ISBN 978-4-09-860413-5
  7. 2021年5月28日発売[7]、ISBN 978-4-09-860859-1
- 業田良家 『機械仕掛けの愛 ママジン』 小学館〈ビッグコミックス〉 、全3巻
  1. 2022年11月30日発売[8]、ISBN 978-4-09-861413-4
  2. 2023年7月28日発売[9]、ISBN 978-4-09-862496-6
  3. 2025年4月30日発売[10]、ISBN 978-4-09-863041-7

## 受賞
- 第17回手塚治虫文化賞短編賞（2013年）
- 第19回文化庁メディア芸術祭マンガ部門・優秀賞（2015年）

## ラジオドラマ
NHK-FM放送『青春アドベンチャー』枠にて、2014年2月17日から21日にかけて、第1話「ペットロボ」、第2話「劣等くん」、第3話「子育てマーシー」、第4話「家族増員法」、最終話「リックの思い出」の全5話が放送された。製作はNHK名古屋放送局。出演は新山千春、石田卓也ほか。